# Цинцар Марко Костић
Марко Костић, „Цинцар-Марко” (Доња Белица 1777 — Шабац, 10/22. фебруар 1822) био је војвода соколске нахије и кнез шабачке посавине. У време Првог српског устанка посебно се истакао у борбама на Дрини, код Лознице и борбама за Шабац. Учествовао је у битки на Мишару. Био је члан српске мисије при команди руске Дунавске војске у Букурешту 1810. и као кнез Милошев пуномоћник на Бечком конгресу 1815. где се обратио за помоћ руском императору Александру I. У Другом српском устанку рањен је у битки на Дубљу. Кнез Милош поставио га је за кнеза шабачке посавине. У бројним биткама више пута је рањаван. Умро је у Шапцу 10/22. фебруара 1822.

## Порекло детињство и младост
Цинцар-Марка су звали „Цинцар“, али његово порекло је српско. Почетком деветнаестог века, кад је Марко дошао у Србију, надимци су често били саставни део имена Пошто је пореклом био из крајева у којима су заједно са Србима живели и Цинцари, а због утицаја Васељенске патријаршије и близине Москопоља, у хришћанском, поготово градском становништву превладавала грко-цинцарска култура, прозван је „Цинцар“ Марко.
Марко је рођен 1777. године у Доњој Белици од оца Константина, Косте, по коме се презивао Костић. Његова породица славила је Светог великомученика Димитрија - Митровдан. И данас у охридско-струшком крају у Македонији има неколико стотина староседелаца који славе крсну славу и изјашњавају се као Срби.
Из Доње Белице, која се налази у подножју источне стране планине Јабланице. код Струге, пореклом је и Цинцар-Марков брат од стрица Цинцар-Јанко Поповић (Охрид, 1779 - манастир Раваница, 1833), војвода пожаревачки и родоначелник Цинцар–Јанковића
Због једног инцидента Маркова породица расељена је из Доње Белице. У Србију је дошао око 1800. године и живео је у Ваљеву, бавећи се трговином .
Често се олако и Цинцар-Марко и Цинцар-Јанко, због надимака, сматрају Цинцарима, иако је породично предање изричито да су српског порекла, а и у првим биографајима из XIX века о њима се не говори као о Цинцарима . Сврставање Цинцар Јанка и Цинцар Марка у Цинцаре последица је политичких околности које са њима нису имале никакве везе.

## Почетак Првог српског устанка и борбе у Западној Србији
Од самог почетка устанка у ваљевском крају 1804. године до 1812, када је именован за соколског војводу, Цинцар-Марко се борио на Дринском ратишту бранећи западну границу Србије. До 1806. борио се уз Ненадовиће и често заједно са Цинцар-Јанком, а од Битке на Мишару 1806. је са Карађорђем. Као заповедник „бећара“, добровољаца, Марко учествује у опсади и нападу на Шабац 14./26. јуна 1806. Описујући овај напад на шабачку тврђаву, прота Матеја Ненадовић, говори о Цинцар-Марку, који је са својим људима јуришао на градску капију: "... Цинцар Марко (Костић) са јалије, најбољи јунак, реши се са сто бећара ударити на капију доњу“
Марко је заповедао бећарима, који су, за разлику од већине српске војске везане за своје породице и домове, били младићи „момци“, често пореклом изван Србије, примали су плату и као стајаћа војска стално били под оружјем.

## Битка на Мишару, на Лозници и борбе у западној Србији
Цинцар-Марко је учествовао заједно са Цинцар-Јанком у битки на Мишару 1. августа /14. августа 1806. Вече уочи главне битке учествује на састанку команде српске војске у шанцу на Мишару.
После битке на Мишару, Цинцар-Марко је све време уз Карађорђа: „био је с њим готово у свим бојевима“.
Цинцар-Марко се посебно истакао у једној од битака на Лозници. Милан Милићевић каже да се за Цинцар-Марков „мегдан с неким Турчином (...) прича као за некакво чудо“ .
Нема података од када је са рудничким војводом Миланом Обреновићем, у то време јединим од најоданијих Карађорђевих сарадника. Цинцар-Марко је до Миланове смрти 1810. стално уз њега.
Купио је више некретнина, тзв. „поддућанских места“ у Ваљеву. Купио је 23. септембра 1808. године поддућанско место „по мери 71 ф. дужи, 71 ф. шир, под No 58, за 130 гроша“, и добио тапију „да свак знати може да је Марко Костич прави сајбија (сахибија, власник, пр.) од описатог места“. Купио је за 135 гроша и поддућанско место „по мери 19 ф. дуж, 5% шир, под No 59", очигледно суседни плац.

## Дипломатска мисија у Букурешту 1810. године
Цинцар-Марко је био заједно са Миланом Обреновићем у српској делегацији која је током 1810. била у Букурешту при команди руске Дунавске војске .
Скупштина одржана у Београду новембра и децембра 1809. донела је 2./14. децембра одлуку да се упути делегација у Русију у чији састав су одређени војвода Миленко Стојковић као шеф делегације, односно „први депутат“, војвода Милан Обреновић, архимандрит Хаџи-Мелентије Стефановић и Младен Грујовић . Међутим, делегација није отишла у Петроград да је прими руски цар Александар како је било предвиђено, већ се задржала прво у Крајови, а после при штабу руске Дунавске команде у Букурешту, на чијем челу су се сменила током 1810. три команданта генерал кнез Петар Иванович Багратион (1809), генерал гроф Николај Иванович Каменски (1810) и фелдмаршал кнез Михаил Иларионович Голеншчев-Кутузов (1810-1812).
Један од захтева српског изасланста у Букурешту био је да руски гарнизони уђу у сва утврђења у Србији.
Милан Обреновић је из Букурешта, у време Руске офанзиве у Србији, одржавао у Карађорђево име и везу са владиком Петром I Петровићем Његошем.
Цинцар-Марко је био погодан за одлазак у иностранство, јер је, између осталог говорио и више страних језика.
Чланови делегације из опозије Карађорђу коју је предводио Миленко Стојковић, успели су да пољуљају оданост Милана Обреновића Карађорђу и да га на крају придобију за свој план ограничавања вождове моћи или његову смену .
У Букурешту 16/28. децембра 1810. умире војвода Милан Обреновић. После Миланове смрти, Марко се вратио у Србију.

## Соколски војвода
У лето 1812. дошле су Крађорђу жалбе од сокоских кметова против војводе соколске нахије Петра Николајевића Молера, које је Карађорђе проследио Правитељствујушчем совјету да утврди постоји ли његова кривицу. Велики суд утврдио је приликом суочавања са тужитељима више тешких преступа, због чега је Молер притворен.
Пошто је Карађорђе разрешио Петра Николајевића Молера, на место војводе соколске нахије поставио је 17/28. јула 1812. Цинцар-Марка. Седиште нахије и командно место био је шанац Баурић .
Тешко приступачно и добро утврђено седиште соколске нахије, Соко град Срби нису успели да освоје, због чега су га држали под сталном опсадом. Уместо Соко-града, за ново седиште соколског окружја изграђено је утврђење, шанац Баурић који се налази на истом вису (797 m), испод Немић камена. Шанац је подигао војвода Петар Николајевић Молер 1806. године, а контролисао је дринску и љубовиђанску долину. У шанцу на Баурићу било је седиште Соколског магистрата, суда и мензулане - поште. Постојале су и друге зграде и објекти а спомиње се и већа механа на спрат. Постојала је и зграда затвора.
Погранична соколска нахија представљала је систем фортификација, шанчева, за одбрану и напад на источну Босну. У кругу описаном око Сокола, пречника двадесет пет километара, налази се тридесет осам шанчева, што најречитије говори о важности Сокола и ових области и сектору дринског фронта. Кроз ову област водили су путеви турских продора из Сребренице и Зворника ка Соколу и даље ка Ваљеву и Београду. Путеви су углавном водили преко планинског земљишта где су били положаји згодни за одбрану
У време турске офанзиве 1813. Цинцар-Марко се борио на простору соколске нахија.

## Књаз Милошев пуномоћник на Бечком конгресу
После краја устанка 1813. Марко је, као и већина војвода, прешао прво у Срем, где је неко време провео у карантину контумацу.
У време одржавања Бечког конгреса, када је Други српски устанак већ доста напредовао кнез Милош се преко свога пуномоћника Цинцар-Марка Костића обратио се руском императору Александру I за помоћ. Молба Милошева је била услишана, те је руска интервенција много допринела повољном завршетку Другог устанка у установљавању српске аутономије чији је носилац био књаз Милош. Руски посланик барон Строгонов уложио је много труда да би се ствари уредиле у најбољем интересу Срба и њихова поглавара. Из преписке посланикове са Милошем и других докумената види се јасно колико је пажљиво и драгоцено било заузимање Строгонова за Србе. Надаље посредник између руског посланства и Милоша био је Милошев агент Михаило Герман. Познато је, из породичног предања, да је Цинцар-Марко био забележен као представник Србије

## Други српски устанак
У Другом српском устанку, Цинцар-Марко је учествовао у битки на Дубљу, где је био рањен. Ране су биле теже и дуго се лечио од њих.

## Кнез шабачке посавине
Књаз Милош је 1815. након постигнутог споразума са Марашли-али пашом, присупио организацији управе у Србији. Марка је поставио за кнеза шабачке посавине, са седиштем у Шапцу. Цинцар-Марко је био кнез шабачки до смрти 1822. године у 45. години живота.
У бројним биткама више пута је био рањаван, на телу је имао 17 рана .
Цинцар-Марко је сахрањен у старом шабачком гробљу. Сто година после његове смрти, његов праунук др Александар Цинцар-Марковић, амбасадор и министар, пренео је његов гроб на друго место у Шапцу.
Цинцар-Марко је млад умро. Није сачуван ни један његов портрет. Његово оружје и лични предмети чували су се у породици до Првог светског рата, када су их, у време окупације Београда, конфисковале аустроугарске власти. Александар Цинцар-Марковић покушавао је да пронађе Цинцар-Маркове ствари у Бечу. Његов надгробни споменик је 1939. пренесен са старог гробља у музеј читаонице.

## Породица и потомство
Пошто се Цинцар-Марков отац звао Константин – Коста, он се презивао Костић. Његова деца касније су усвојила презиме Цинцар-Марковић. Цинцар-Марков стриц био је охридски протојереј, а брат од стрица Цинцар-Јанко, војвода пожаревачки. И Марко и Јанко су по доласку у Србију живели у Ваљеву. Цинцар-Марко је родоначелник Цинцар–Марковића, а Цинцар-Јанко Цинцар-Јанковића. Често долази до мешања презимена Цинцар-Марковић и Цинцар-Јанковић у новинским чланцима, историјским списима, а понекад и у судским документима.
Цинцар-Марко је имао троје деце, два сина Косту и Милана и кћерку Елену. Сину Кости дао је име по свом оцу, а Милану по рудничком војводи Милану Обреновићу. Марко је са породицом живео у Шапцу, где је био кнез шабачки, односно шабачке посавине.
Цинцар-Марко и његова породица били су одавно у добрим односима са Обреновићима, као и са породицом лозничког војводе Антонија – Анте Богићевића, чија кћерка Томанија је била удата за кнез Милошевог млађег брата господара Јеврема Обреновића, од 1816. кнеза целе шабачке нахије, а од 1818. управника и београдске, ваљевске и сокоске нахије.
После Цинцар-Маркове смрти, малолетног сина Косту усвојила је, односно узела у своју кућу и одшколовала госпођа Томанија Обреновић, чија кћерка је Анка Константиновић, унука Катарина Константиновић, којом је хтео да се ожени кнез Михаило, а унук краљ Милан.
Коста Цинцар-Марковић завршио је војне школе и службовао је у војној и државној управи у западној Србији, као срески, а потом и дугогодишњи окружни начелник у Шапцу. Коста је био ожењен Недом Ранковић (30. јануар/ 11. фебруар 1820 — 8/20. април 1873), родом из Крагујевца, кћерком капетана Стојана Ранковића, познатог у време Првог српског устанка и под именом војвода Стојан Арачлија.
Син војводе Цинцар-Марка, пуковник Коста Цинцар-Марковић, шабачки окружни начелник и Неда Цинцар-Марковић, рођ. Ранковић имали су троје деце, синове Марка и Димитрија и кћерку Анку. Марко је добио име по деди Цинцар-Марку, Димитрије по Светом Димитрију, јер је крсна слава Цинцар-Марковића Митровдан, а Анка по Анки Константиновић.
Цинцар-Марков унук пуковник Марко Цинцар-Марковић био је командант целокупне жандармерије Србије . Међутим, у напетој атмосфери у време женидбе краља Александра Обреновића Драгом Машин, огорчен краљевом одлуком, написао је неколико шаљивих песама у којима је критиковао краљицу Драгу, што се открило, па је био смењен са положаја и притворен.
Цинцар-Марков праунук, син пуковника Марка Цинцар-Марковића је др Александар Цинцар-Марковић, последњег министра иностраних послова Краљевине Југославије. Александар Цинцар-Марковић био је ожењен Идалијом Зервос, Гркињом, нису имали деце. Имао је још једног брата Љубомира Цинцар-Марковића који је био питомац Војне академије, а погинуо је од последица пада са коња, као и сестре Јелицу и Зору.
Унук војводе Цинцар-Марка, син пуковника Косте Цинцар-Марковића, окружног начелника је генерал Димитрије Цинцар-Марковић. Генерал Димитрије Цинцар-Марковић (Шабац, 25. август/ 6. септембар 1849 — Београд, 29. мај/ 11. јун 1903) председник министарског савета (владе) Краљевине Србије од 7/20. новембра 1902. до 29. маја /11. јуна 1903, командант Активне војске, начелник Главног генералштаба, начелник команде Активне војске, сенатор у тадашњој дводомној скупштини, професор историје ратне вештине и стратегије на Војној академији. Генерал Цинцар-Марковић убијен је у мајском преврату 29. мај/ 11. јун 1903.
Генерал Димитрије Цинцар-Марковић био је ожењем Маријом Маргетић, кћерком Илије Маргетића, министра финансија Кнежевине Србије 1879—1880. године . и Анђелије Новаковић кћерке протојереја-ставрофора Илије Новаковића (1813—1885) дворског свештеника, духовника кнеза Михаила, београдског окружног и војног свештеника, посланика на Светоандрејској скупштини, чија сестра је била позната добротворка Марија Миливојевић
Цинцар-Марковићев таст Илија Маргетић (1820—1910), родом из Дубровника био је син последњег секретара дубровачког кнеза .
Цинцар-Маркови праунуци, по унуку генералау Цинцар-Марковићу су Марко Цинцар-Марковић, Милан Цинцар-Марковић (1877—1929), правник, секретар Министарства унутрашњих послова и Владимир Цинцар-Марковић (1889 – 1950), такође правник, дипломата. Владимир је у браку са Станицом Гвоздић, кћерком Светозара Гвоздића, министра привреде, комесара Народне банке и државног саветника, имао сина Димитрија Цинцар-Марковића.
Цинцар-Маркова најстарија праунука, кћерка генерала Димитрија Цинцар-Марковића Томанија Цинцар-Марковић, која је добила име по госпођи Томанији Обреновић, била је удата за дивизијског генерала Војина Ђ. Максимовића (1876-1942). Генерал Војин Максимовић и Томанија Максимовић, рођ. Цинцар-Марковић имали су два сина и једну кћерку. Кћерка Вера удала се 1937. за ваздухопловног капетана, пилота-ловца Милана Д. Ристића .
Друга праунука, Томанијина сестра, Ружица Цинцар-Марковић била је удата за артиљеријског капетана Јована Миљковића, ордонанс - официра краља Александра Обреновића, који је погинуо на дужности у мајском преврату 29. маја/ 11. јуна 1903. Касније је била удата за дивизијског генерала Драгољуба Петровића (1880—1957), од 1935. до 1937. команданта Зетске дивизијске области војске Краљевине Југославије.
Цинцар-Марковог брата од стрица Цинцар-Јанка синови су пуковник Ђорђе Цинцар-Јанковић, окружни начелник, потпуковник Љубомир Цинцар-Јанковић, командат Шапца, а унуци Тома Цинцар-Јанковић, (1865-1946), управник београдске царине, градски одборник, рентијер, филантроп, Велимир Тодоровић, који је и праунук кнеза Теодосија из Орашца, министар унутрашњих послова у последњој влади краља Александра Обреновића и сенатор у тадашњој дводомној Скупштини, а рањен у мајском преврату 1903. и Босиљка Јанић, београдска милионерка и велика добротворка.